# Virgin Black (album)
Virgin Black è un demo, pubblicato nel 1995, dalla band sym/doom metal Virgin Black.

## Il disco
L'album presenta delle sonorità gothic-doom, e suona decadente e malinconico dall'incedere lento; non sono tuttavia rari momenti più irruenti governati dalla chitarra e con  un intenso approccio vocale di London. Si parte con Veil of tears, canzone, cupa, dall'ottenebrata atmosfera su cui prevale un giro di chitarra, arricchito dalla sofferente voce del cantante, seguita da Mother of Cripples, che presenta strutture più complesse, con chitarre distorte in primo piano e un songwriting variegato. Un assolo apre l'ultimo brano, più diretto del precedente, ovvero Anthem, una energica lode a Dio, caratterizzato dalla suadente voce del cantante e dai costanti fraseggi di chitarre.

## Tracce
1. Veil of Tears
2. Black Corsage
3. Mother of Cripples
4. Anthem

## Formazione
- Rowan London - voce, pianoforte, tastiere
- Samantha Escarbe - chitarra, violoncello
- Graham Billing - basso
- Dino Cielo - batteria